# Pływanie na Letnich Igrzyskach Olimpijskich 2012 – 200 m stylem motylkowym mężczyzn
Pływanie na Letnich Igrzyskach Olimpijskich 2012 – 200 m stylem motylkowym mężczyzn – jedna z konkurencji pływackich rozgrywanych podczas XXX Letnich Igrzysk Olimpijskich w Londynie.
Wyznaczone przez FINA minima kwalifikacyjne wynosiły 1:56.86 (minimum A) oraz 2:00.95 (minimum B).

## Statystyka

### Rekordy
Tabela przedstawia rekordy olimpijski, świata oraz poszczególnych kontynentów w tej konkurencji.
| Rekord świata     | Michael Phelps  | 1:51.51 | Rzym, Włochy                | 29.07.2009 |
| Rekord olimpijski | Michael Phelps  | 1:52.03 | Pekin, Chiny                | 13.08.2008 |
| Rekord Afryki     | Chad le Clos    | 1:52.96 | Londyn, Wielka Brytania     | 31.07.2012 |
| Rekord Ameryki    | Michael Phelps  | 1:51.51 | Rzym, Włochy                | 29.07.2009 |
| Rekord Azji       | Takeshi Matsuda | 1:52.97 | Pekin, Chiny                | 13.08.2008 |
| Rekord Europy     | László Cseh     | 1:52.70 | Pekin, Chiny                | 13.08.2008 |
| Rekord Oceanii    | Moss Burmester  | 1:54.15 | Christchurch, Nowa Zelandia | 04.09.2009 |

## Terminarz
| Data                        | Czas  | Runda      |
| --------------------------- | ----- | ---------- |
| Poniedziałek, 30 lipca 2012 | 10:21 | Eliminacje |
| Poniedziałek, 30 lipca 2012 | 20:32 | Półfinał   |
| Wtorek, 31 sierpnia 2012    | 19:38 | Finał      |

## Wyniki
Do zawodów przystąpiło 37 zawodników, którzy zostali podzieleni na 5 biegów eliminacyjnych. Do półfinałów awansowało 16 pływaków z najlepszymi czasami. Najlepszy wynik z kwalifikacji osiągnął Austriak Dinko Jukić, a ostatni czas dający awans należał do Greka Janisa Drimonakosa, który ukończył zmagania z rezultatem 1:56.97. W następnej rundzie najszybszy był reprezentujący Japonię Takeshi Matsuda, a ostatnim zawodnikiem przechodzącym do finału był Serb Velimir Stjepanović z rezultatem 1:55.13.
Finał odbył się dzień po eliminacjach i półfinałach. Zwycięzcą został Chad le Clos z RPA, ustanawiając nowy rekord Afryki z czasem 1:52.96. Był to zarazem pierwszy le Closa medal na igrzyskach olimpijskich w karierze.

### Eliminacje

#### Bieg 1
| Poz. | Zawodnik         | Wynik   | Uwagi |
| ---- | ---------------- | ------- | ----- |
| 1.   | Gal Newo         | 1:59.98 |       |
| 2.   | Omar Pinzón      | 2:02.32 |       |
| 3.   | Diego Castillo   | 2:04.72 |       |
| 4.   | Yousef Al-Askari | 2:05.41 |       |
| 5.   | Hocine Haciane   | 2:06.37 |       |

#### Bieg 2
| Poz. | Zawodnik        | Wynik   | Uwagi |
| ---- | --------------- | ------- | ----- |
| 1.   | Pedro Oliveira  | 1:58.45 |       |
| 2.   | Maurício Fiol   | 1:59.02 | NR    |
| 3.   | Marcos Lavado   | 1:59.31 |       |
| 4.   | Ilja Czujew     | 1:59.65 |       |
| 5.   | Alexandru Coci  | 1:59.67 |       |
| 6.   | Hsu Chi-chieh   | 1:59.81 |       |
| 7.   | David Sharpe    | 1:59.87 |       |
| 8.   | Alexandre Liess | 2:00.13 |       |

#### Bieg 3
| Poz. | Zawodnik            | Wynik   | Uwagi |
| ---- | ------------------- | ------- | ----- |
| 1.   | Velimir Stjepanović | 1:54.99 | Q, NR |
| 2.   | Chad le Clos        | 1:55.23 | Q     |
| 3.   | Chen Yin            | 1:55.60 | Q     |
| 4.   | Kazuya Kaneda       | 1:55.70 | Q     |
| 5.   | Wu Peng             | 1:55.88 | Q     |
| 6.   | Janis Drimonakos    | 1:56.97 | Q     |
| 7.   | Joe Roebuck         | 1:56.99 |       |
| 8.   | Robert Žbogar       | 1:58.99 |       |

#### Bieg 4
| Poz. | Zawodnik             | Wynik   | Uwagi |
| ---- | -------------------- | ------- | ----- |
| 1.   | Takeshi Matsuda      | 1:55.81 | Q     |
| 2.   | László Cseh          | 1:55.86 | Q     |
| 3.   | Bence Biczó          | 1:56.51 | Q     |
| 4.   | Nikołaj Skworcow     | 1:56.76 | Q     |
| 5.   | Kaio de Almeida      | 1:56.99 |       |
| 6.   | Marcin Cieślak       | 1:57.07 |       |
| 7.   | Leonardo de Deus     | 1:58.03 |       |
| 8.   | Stefanos Dimitriadis | 1:58.79 |       |

#### Bieg 5
| Poz. | Zawodnik           | Wynik   | Uwagi |
| ---- | ------------------ | ------- | ----- |
| 1.   | Dinko Jukić        | 1:54.79 | Q     |
| 2.   | Tyler Clary        | 1:54.96 | Q     |
| 3.   | Michael Phelps     | 1:55.53 | Q     |
| 4.   | Paweł Korzeniowski | 1:56.09 | Q     |
| 5.   | Nick D'Arcy        | 1:56.25 | Q     |
| 6.   | Chris Wright       | 1:56.69 | Q     |
| 7.   | Roberto Pavoni     | 1:57.55 |       |
| 8.   | Joseph Schooling   | 1:59.18 |       |

### Półfinały

#### Półfinał 1
| Poz. | Zawodnik         | Wynik   | Uwagi |
| ---- | ---------------- | ------- | ----- |
| 1.   | Takeshi Matsuda  | 1:54.25 | Q     |
| 2.   | Chad le Clos     | 1:54.34 | Q,    |
| 3.   | Chen Yin         | 1:54.43 | Q     |
| 4.   | Tyler Clary      | 1:54.93 | Q     |
| 5.   | Wu Peng          | 1:55.65 |       |
| 6.   | Nick D'Arcy      | 1:56.07 |       |
| 7.   | Janis Drimonakos | 1:58.05 |       |
| 8.   | Chris Wright     | 1:58.56 |       |

#### Półfinał 2
| Poz. | Zawodnik            | Wynik   | Uwagi |
| ---- | ------------------- | ------- | ----- |
| 1.   | Michael Phelps      | 1:54.53 | Q     |
| 2.   | Dinko Jukić         | 1:54.95 | Q     |
| 3.   | Paweł Korzeniowski  | 1:55.04 | Q     |
| 4.   | Velimir Stjepanović | 1:55.13 | Q     |
| 5.   | Bence Biczó         | 1:55.36 |       |
| 6.   | Kazuya Kaneda       | 1:55.56 |       |
| 7.   | László Cseh         | 1:55.88 |       |
| 8.   | Nikołaj Skworcow    | 1:56.53 |       |

### Finał
| Poz. | Zawodnik            | Wynik   | Uwagi |
| ---- | ------------------- | ------- | ----- |
|      | Chad le Clos        | 1:52.96 |       |
|      | Michael Phelps      | 1:53.01 |       |
|      | Takeshi Matsuda     | 1:53.21 |       |
| 4.   | Dinko Jukić         | 1:54.35 | NR    |
| 5.   | Tyler Clary         | 1:55.06 |       |
| 6.   | Velimir Stjepanović | 1:55.07 |       |
| 7.   | Paweł Korzeniowski  | 1:55.08 |       |
| 8.   | Wu Peng             | 1:55.18 |       |